# Desa Arjasa (administrativ by i Indonesien, lat -7,72, long 114,12)
Desa Arjasa är en administrativ by i Indonesien.   Den ligger i provinsen Jawa Timur, i den västra delen av landet, 800 km öster om huvudstaden Jakarta.